# Сан-Антонио (река)
Сан-Антонио (исп. Rio de San Antonio, англ. The San Antonio River) — река на юге штата Техас, США. Берёт начало из подземного озера, расположенного в довольно засушливом регионе сухих степей. После выхода на поверхность, меандрируя по мелкосопочнику, воды реки устремляются к реке Гуадалупе, которая через 16 километров сама впадает в Мексиканский залив. Популярное место отдыха у туристов — набережная Сан-Антонио, расположена на реке.

## Гидрография
Длина реки — 386 км (240 миль). Площадь бассейна 2419 км². Падение — 215 метров. Средний расход воды 11,3 м³/с. Хотя толща воды в реке прозрачна и чиста с малым содержанием взвесей, воды её имеют бело-голубой оттенок из-за микроскопических водорослей, оседающих на дне.

## История
Верховья реки в прошлом играли важную роль как источник пресной воды для древних индейских племён, а затем для испанских колониальных католических миссий Новой Испании, которые процветали в регионе в XVIII веке. Используя мавританские технологии ирригации, испанцы с помощью индейской рабочей силы воздвигли на реке целый ряд дамб для защиты от постоянных наводнений, несколько водных мельниц и систему арыков и каналов для орошения близлежащих сухих степей. После этого индейцы, проживавшие в округе, изначально охотники и собиратели, были обучены ведению сельского хозяйства, в частности, выращиванию кукурузы, картофеля, бобов и т. д. По берегам реки возникли первые ранчо, где выращивался скот, завезённый испанцами — овцы, козы, коровы, лошади. Несколько новых миссий-форпостов: крепости Аламо, Сан-Антонио, Сан-Хосе, Консепсьон, расположенные на реке впоследствии, уже в составе США после войны с Мексикой, слились и образовали город Сан-Антонио, третий по величине город Техаса с населением 1,2 миллиона человек. Город, и, в частности, зоопарк Сан-Антонио являются главными потребителями вод реки и подземного озера. В пределах города набережная реки, известная как Набережная Сан-Антонио, получила важное значение как центр внутреннего туризма. Сейчас на реке возведено много дамб для предотвращения наводнений, уносивших жизни десятков людей, обитавших в саманных постройках по берегам реки. Воды реки также образуют водоём для бегемотов в местном зоопарке. Ежегодно, раз в году весной на реке устраивается Фестиваль грязи, когда русло обезвоживают при помощи обводных каналов и очищают от наносов.